# Sidéradougou
Sidéradougou là một tổng của tỉnh Comoé ở phía nam Burkina Faso. Thủ phủ của tổng này là thị xã Sidéradougou. Theo điều tra dân số năm 1996, tổng này có dân số 76.210 người..

## Các thị xã và các làng
- Thị xã Sidéradougou	(11 443 dân) (thủ phủ)
- Bade	(1 196 dân)
- Banakoro	(1 345 dân)
- Bate	(1 098 dân)
- Banagoubou	(999 dân)
- Boborola	(1 550 dân)
- Bogote	(1 887 dân)
- Bossie	(2 109 dân)
- Dalamba	(480 dân)
- Dandougou	(3 291 dân)
- Dialakoro	(1 078 dân)
- Djanga	(1 290 dân)
- Djassa	(662 dân)
- Degue-Degue	(3 384 dân)
- Deregoue I	(3 699 dân)
- Deregoue Ii	(4 995 dân)
- Dierisso	(477 dân)
- Doutie	(1 577 dân)
- Faradjan	(2 196 dân)
- Fougangoue	(534 dân)
- Gouandougou	(3 641 dân)
- Gouin-Gouin	(1 460 dân)
- Kadio	(1 494 dân)
- Kassande	(1 307 dân)
- Kapongouan	(1 927 dân)
- Kogoue	(1 206 dân)
- Kotou	(587 dân)
- Konkan	(223 dân)
- Kokanko	(1 658 dân)
- Kouere	(3 195 dân)
- Kouendi	(2 407 dân)
- Kotougouni	(621 dân)
- Noumousso	(776 dân)
- Pima	(831 dân)
- Sampobien	(1 727 dân)
- Tanga	(447 dân)
- Tiefindougou	(874 dân)
- Tomodjan	(1 324 dân)
- Yade	(1 516 dân)
- Zangazoli	(3 699 dân)